# Suhantz
Veres "Suhantz" Tamás (2006. -) magyar rapper. Novák Katalin Magyarország volt köztársasági elnökének fia.

## Élete és családja
2006-ban született Budapesten. Édesanyja Novák Katalin, Magyarország volt köztársasági elnöke, édesapja Veres István üzletember.

## Művészneve
A „Suhantz” művésznevet először a TikTok-profilján használta.